# Società Sportiva Notinese 1947-1948
Questa voce raccoglie le informazioni riguardanti la Società Sportiva Notinese nelle competizioni ufficiali della stagione 1947-1948.

## Rosa
| N. |                   | Ruolo | Calciatore |
| -- | ----------------- | ----- | ---------- |
|    | Italia (bandiera) | P     | Stella     |
|    | Italia (bandiera) | P     | Di Paola   |
|    | Italia (bandiera) | D     | Cirinnà    |
|    | Italia (bandiera) | D     | Abela      |
|    | Italia (bandiera) | C     | Magistro   |
|    | Italia (bandiera) | D     | Manfre I   |
|    | Italia (bandiera) | C     | Scandurra  |
|    | Italia (bandiera) | A     | Carussio   |

| N. |                   | Ruolo | Calciatore  |
| -- | ----------------- | ----- | ----------- |
|    | Italia (bandiera) | C     | Lantieri    |
|    | Italia (bandiera) | C     | Cultrera II |
|    | Italia (bandiera) | A     | Manfrè III  |
|    | Italia (bandiera) | A     | Cultrera II |
|    | Italia (bandiera) | C     | Di Mattina  |
|    | Italia (bandiera) | A     | Palamidesi  |
|    | Italia (bandiera) | A     | Bottaro     |

## Risultati

### Campionato
Di seguito alcuni risultati delle partite giocate dalla Notinese in serie C.

#### Girone di andata
16 Novembre 1947
 Messina -  Notinese = 5-0
23 novembre 1947 
 Notinese -  Arsenale Messina =3-0
21 dicembre 1947
 Drepanum -  Notinese = 1-0
28 dicembre 1947 
 Catania -  Notinese = 5-0

#### Girone di ritorno
29 febbraio 1948
 Notinese -  Messina = 1-0
07 marzo 1948
 Arsenale Messina -  Notinese =4-1
28 marzo 1948
 Notinese -  Drepanum = 1-3
04 aprile 1948 
 Notinese -  Catania = 0-3